# Juliusz Kindermann
Juliusz Robert Kindermann (ur. 6 kwietnia 1866 w Łodzi, zm. 13 sierpnia 1932 we Frankfurcie nad Menem) – fabrykant łódzki, syn Franciszka, brat Leopolda Rudolfa.
Po ukończeniu szkoły technicznej rozpoczął pracę w zakładach ojca. W 1892 założył własne przedsiębiorstwo wyrobów bawełnianych, od 1897 w nowej fabryce przy ul. Łąkowej 23/25. W 1922 zostało ono przekształcone w Towarzystwo Akcyjne Bawełnianej Manufaktury Juliusza Kindermanna.
Był m.in. członkiem honorowym Łódzkiej Ochotniczej Straży Ogniowej, członkiem zarządu szpitala dziecięcego Anny Marii, Łódzkiego Niemieckiego Stowarzyszenia Popierania Oświaty, komitetu Łódzkiego Towarzystwa Muzycznego.
W latach 1907–1909 Juliusz Kindermann wzniósł przy ul. Piotrkowskiej 139 (obecnie 137) własną rezydencję.
Był żonaty z Klarą, córką przemysłowca Teodora Steigerta, mieli trzech synów i córkę Lidię Kindermann (1892–1953).